# Thomas Bürger

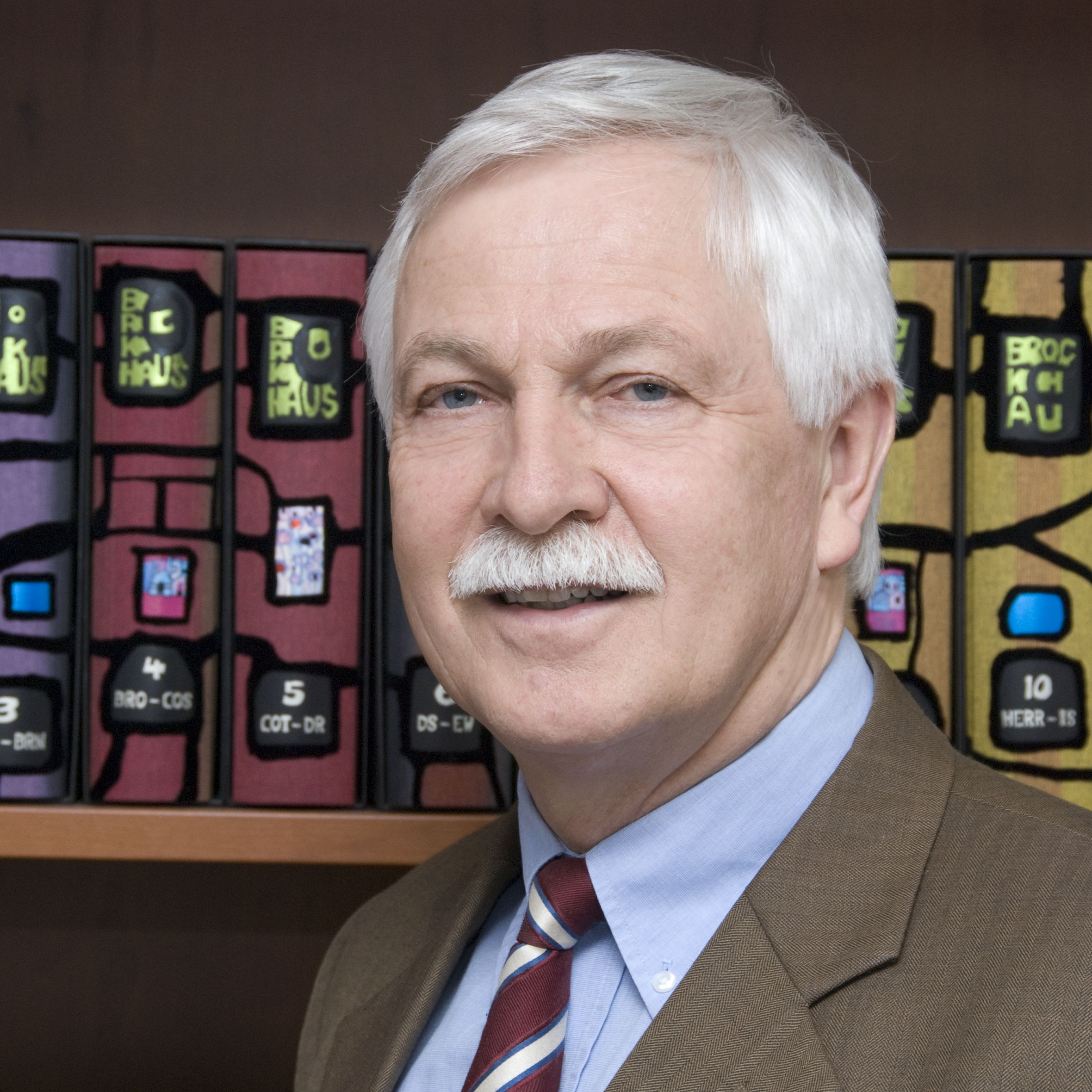
Thomas Bürger (2010)

Thomas Bürger (* 24. Juli 1953 in Arnsberg/Westf.) ist ein deutscher Philologe und Bibliothekar sowie Honorarprofessor an der Technischen Universität Dresden. Von 2003 bis 2018 war er Generaldirektor der Sächsischen Landesbibliothek – Staats- und Universitätsbibliothek Dresden (SLUB).

## Leben
Nach dem Abitur am Gymnasium Marianum in Warburg/Westf. 1972 schloss Bürger das Studium der Germanistik, Geschichte und Philosophie an der Westfälischen Wilhelms-Universität in Münster 1978 mit dem Staatsexamen ab. Von 1979 bis 1981 war er Stipendiat der Studienstiftung des Deutschen Volkes, seit 1981 wissenschaftlicher Mitarbeiter an der Herzog August Bibliothek in Wolfenbüttel. Mitarbeit an Ausstellungen in Wolfenbüttel, Zürich, Berlin und Weimar. Seine Ausbildung zum Höheren Bibliotheksdienst absolvierte er 1984/85 in Wolfenbüttel, Braunschweig, Berlin und Köln. 1990 promovierte er mit der Arbeit „Aufklärung in Zürich. Das literarische Leben der Stadt im Spiegel der Verlagsproduktion von Orell, Geßner, Füßli & Comp.“ Seit 1990 leitete Bürger die Abteilung „Sammlung historischer Drucke“ an der Herzog August Bibliothek Wolfenbüttel.
1998 trat er die Stelle des stellvertretenden Generaldirektors an der Sächsischen Landesbibliothek – Staats- und Universitätsbibliothek Dresden an. Von 2003 bis zum 31. Juli 2018 war er deren Generaldirektor.
Im Jahr 2009 wurde Bürger zum Honorarprofessor an der Fakultät Sprach-, Literatur- und Kulturwissenschaften der Technischen Universität Dresden berufen. Arbeitsschwerpunkte sind die Medien- und Bibliotheksgeschichte. Von 2014 bis 2018 war er Mitglied im Rat für Informationsinfrastrukturen, bis 2020 Mitglied im Hochschulrat der TU Dresden. Er ist Vorsitzender des Kuratoriums der Gesellschaft Anna Amalia Bibliothek Weimar e. V. und der im März 2019 gegründeten Sächsischen Bibliotheksgesellschaft e. V.

## Werke
- Deutsche Drucke des Barock 1600–1720 in der Herzog August Bibliothek Wolfenbüttel. 47 Bde. Bearb. von Martin Bircher (10 Bde.) und Thomas Bürger (37 Bde.). München u. a.: Saur 1977–1996. ISBN 3-598-32099-X
- Aufklärung in Zürich. Die Verlagsbuchhandlung Orell, Gessner, Füssli & Comp. in der zweiten Hälfte des 18. Jahrhunderts. Mit einer Bibliographie der Verlagswerke 1761–1798. Frankfurt am Main: Buchhändler-Vereinigung 1997. 278 S., Ill. ISBN 3-7657-2033-X
- Bibliotheken führen und entwickeln. Festschrift für Jürgen Hering zum 65. Geburtstag. Hrsg. von Thomas Bürger und Ekkehard Henschke. München: Saur 2002. 355 S., Ill. ISBN 3-598-11616-0
- Das ABC der SLUB. Lexikon der Sächsischen Landesbibliothek – Staats- und Universitätsbibliothek Dresden. Hrsg. von Thomas Bürger u. Konstantin Hermann. Dresden: Sandstein 2006. 264 S., Ill. ISBN 3-937602-69-0

## Bibliografie
- Bibliografie in: Kooperative Informationsinfrastrukturen als Chance und Herausforderung. Thomas Bürger zum 65. Geburtstag. Hrsg. von Achim Bonte und Juliane Rehnolt. Berlin / Boston: de Gruyter / Saur 2018, S. 471–481 ISBN 978-3-11-058493-6, doi:10.1515/9783110587524-047